# Soehrensia formosa subsp. korethroides
Soehrensia formosa subsp. korethroides ist eine Unterart der Pflanzenart Soehrensia formosa in der Gattung Soehrensia aus der Familie der Kakteengewächse (Cactaceae). Das Epitheton korethroides leitet sich von den griechischen Worten korethron für ‚Besen‘ sowie -oides für ‚ähneln‘ ab und verweist auf die besenartige Bedornung der Art.

## Beschreibung
Soehrensia formosa subsp. korethroides wächst anfangs einzeln und bildet später Gruppen. Die kugelförmigen bis länglichen, trüb bis glänzend grünen Triebe weisen Durchmesser von bis zu 30 Zentimeter auf. Es sind mehr als 20 gehöckerte Rippen vorhanden. Die auf ihnen befindlichen Areolen sind weißlich. Die vier stechenden, gelblich bis rötlich braunen Mitteldornen sind manchmal gebändert und abgeflacht. Die zwölf bis 20 ungleichen weißlichen bis gelblichen, nadeligen Randdornen sind dunkler gespitzt. Sie sind bis zu 3 Zentimeter lang
Die glockenförmigen bis trichterförmigen, intensiv roten Blüten erscheinen an der Triebschulter. Sie sind bis zu 7 Zentimeter lang und weisen einen Durchmesser von 4,5 Zentimeter auf.

## Verbreitung und Systematik
Soehrensia formosa subsp. korethroides ist in den argentinischen Provinzen Jujuy und Salta in Höhenlagen von 3000 bis 4000 Metern verbreitet.
Die Erstbeschreibung als Echinopsis korethroides durch Erich Werdermann wurde 1931 veröffentlicht. Boris O. Schlumpberger stellte die Art 2021 als Unterart zu Soehrensia formosa. Weitere nomenklatorische Synonyme sind Eriosyce korethroides (Werderm.) Backeb. (1935), Lobivia korethroides (Werderm.) Werderm. (1938), Soehrensia korethroides (Werderm.) Backeb. (1951), Trichocereus korethroides (Werderm.) F.Ritter (1980) und Echinopsis formosa subsp. korethroides (Werderm.) M.Lowry (2002).

## Nachweise